# Szczerbauka
Szczerbauka (biał. Шчэрбаўка; ros. Щербовка, Szczerbowka) – wieś na Białorusi, w obwodzie homelskim, w rejonie homelskim, w sielsowiecie Prybar.
Znajduje się tu przystanek kolejowy Szczerbauka, położony na linii Homel – Kalinkowicze.